# منگانیت
منگانیت (به انگلیسی: Manganite) با فرمول شیمیایی MnOOH از مجموعه کانی هاست و  از ترکیب شیمیائی آن اخذ شده‌است.  ذوب نشدنی - محلول در HCl Mn2O۳:۸۹٫۷۶٪) H2O:۱۰٫۲۴٪  برای اولین بار در آلمان شرقی کشف شد و از نظر شکل بلور: منشوری - خوشه جواهری - ماکله، رنگ: سیاه - خاکستری - قهوه‌ای تیره، شفافیت: غیرشفاف - کدر(اپاک)، شکستگی: نامنظم، جلا: نیمه فلزی - مات، رخ: کامل، سیستم تبلور: مونوکلینیک و در رده‌بندی هیدروکسید است همچنین خاصیت مغناطیسی ندارد و منشأ تشکیل آن هیدروترمال - رسوبی است.
همایند کانی‌شناسی (پارانژ) آن سختی - رنگ خاکهاستیبین- کلسیت- باریت- هماتیت- پیرولوزیت است
، از نظر ژیزمان  بلوری - دانه‌های مجتمع - سوزنهای شعاعی - کنکرسیون فراوان ; آلمان غربی و شرقی، انگلیس، URSS، کانادا، سوئد، هند، استرالیا، برزیل، چین و.... یافت می‌شود.